# Rey Caney
Reinaldo Hierrezuelo la O, conocido como Rey Caney (Santiago de Cuba, 30 de diciembre de 1926-La Habana, 23 de febrero de 2016), fue un guitarrista, cantante y tresero cubano. 

## Biografía
Por años, fue director del Cuarteto Patria, que en la actualidad está dirigido por Eliades Ochoa. 
A mediados de la década de 1950 sustituyó a Compay Segundo en el Dúo Los Compadres, convirtiéndose en segunda voz de su hermano Lorenzo Hierrezuelo. Esta formación se mantuvo activa por 30 años. 
También fue cantante y músico para muchas otras agrupaciones musicales y director de la Vieja Trova Santiaguera, a su retorno a Santiago de Cuba. También colaboró como cantante con la Sonora Matancera para el sello Seeco.[cita requerida]
Es también importante su trabajo con su hermana Caridad Hierrezuelo con el género de la guaracha.
Una de sus composiciones más populares es «Caña quemá».